# 賽于赫拉
賽于赫拉（挪威語：Sauherad）是挪威泰勒馬克郡的一個已撤销的市镇。
2020年1月1日賽于赫拉和伯市镇合并为新的中泰勒马克市镇，并隶属于新成立的西福尔-泰勒马克郡。